# Hahnberghütte
Die Hahnberghütte (auch als Contwiger Hütte bekannt) ist eine bewirtschaftete Schutzhütte der Ortsgruppe Zweibrücken des Pfälzerwald-Vereins. Sie liegt in der Westpfalz auf Gemarkung der Gemeinde Contwig. Gemeinsam mit den weiteren Hütten des Pfälzerwald-Vereins ist sie seit 2021 mit dem Eintrag Pfälzerwaldhütten-Kultur Bestandteil des Immateriellen Kulturerbes in Deutschland der Deutschen UNESCO-Kommission.

## Geschichte
Am 25. April 1905 gründete sich die Ortsgruppe Zweibrücken des Pfälzerwald-Vereins (PWV), die nach dem Ersten Weltkrieg das Vorhaben verfolgte, ein bewirtschaftetes Vereinsheim zu errichten. Eine Baugenehmigung auf der Gemarkung von Zweibrücken wurde seitens der Stadt verwehrt, da diese eine zu starke Konkurrenz zum bestehenden Ausflugslokal am Lustschloss Tschifflik befürchtete. Daraufhin wandte sich die Ortsgruppe an die Gemeinde Contwig und errichtete ihr Gebäude auf dem dortigen Hahnberg. Eröffnet wurde die Hütte mit einer Eröffnungsfeier am 30. Juli 1922, die von etwa 3000 Menschen besucht wurde. 1926 wurde eine Veranda an die Hütte angebaut, während des Zweiten Weltkriegs der Betrieb jedoch wieder eingestellt.
Ab 1950 wurde die Hütte von verschiedenen Pächtern bewirtschaftet, später von ehrenamtlichen Vereinsmitgliedern des PWV. Durch den Verkauf von Bastelarbeiten zu Weihnachten 1970 konnte die Ortsgruppe Einnahmen generieren, die in den Einbau von Wasserleitungen an der Hahnberghütte investiert wurden.
1973 musste das Gebäude aufgrund der Ausbreitung des Hausbock in der Fassade gänzlich abgerissen und neu errichtet werden, lediglich der Küchentrakt blieb bestehen. Zwei Jahre später wurde im Haus erstmals eine Spülmaschine installiert, 1990 fanden Herd und Backofen Einzug in die Hütte.
Nach der Jahrtausendwende wurde die Hahnberghütte erneut von Pächtern betrieben. Im Jahr 2015 wurde der Betrieb aufgrund maroder Substanz, mangelndem Brandschutz und Toilettenanlagen, die nicht mehr den Vorschriften entsprachen, vorerst eingestellt. Durch diverse Sanierungsarbeiten konnte der Betrieb der Hütte am 2. April 2017 durch Ehrenamtliche der Ortsgruppe jedoch wieder aufgenommen werden. Am 16. und 17. Juli 2022 feierte man das 100-jährige Bestehen der Hütte.

## Anbindung
Von Contwig ist die Hütte über einen steilen Fahrweg erreichbar. Zudem führen zahlreiche Wanderwege zur Hütte. Die ab Zweibrücken verlaufende Weiterführung des Höcherbergwegs, die mit einem rot-weißen Balken markiert ist, führt an der Hahnberghütte vorbei, ebenso der 15 Kilometer lange Siebenpfeiffer-Wanderweg.